# Serie A2 1998-1999 (pallavolo maschile)
La Serie A2 maschile FIPAV 1998-99 fu la 22ª edizione della manifestazione organizzata dalla FIPAV.

## Regolamento
Le 16 squadre partecipanti disputarono un girone unico con partite di andata e ritorno. La prima classificata al termine della regular season fu promossa direttamente in Serie A1, mentre i play-off promozione, ai quali presero parte le squadre classificate dal 2º al 4º posto e l'11ª di A1, decretarono il nome della terza squadra promossa.
Le squadre classificate dal 13º al 16º posto retrocessero in Serie B.

## Avvenimenti
Il campionato ebbe inizio il 20 settembre e si concluse l'11 aprile con la vittoria della Cosmogas Forlì. I play-off promozione si disputarono tra il 26 aprile e il 7 maggio quando, vincendo gara-2 di finale contro la Sira Cucine Falconara, la Mail Express Cariparma Parma fu promossa in massima serie.

## Le squadre partecipanti
Le squadre partecipanti furono 16. Com Cavi Napoli e Cosmogas Forlì erano le squadre provenienti dalla Serie A1, mentre Boomerang Verona, Icom Latina, Multiservizi Lamezia Terme e Samgas Crema erano le neopromosse dalla B. Il ripescaggio dell'Asystel Milano sopperì alla rinuncia della Villa d'Oro Pallavolo Modena.
| Squadra                             | Stagioni in Serie A2 | Allenatore                             | Campo di gioco                         |
| ----------------------------------- | -------------------- | -------------------------------------- | -------------------------------------- |
| Asystel Milano                      | 1                    | Ljubomir Travica                       | Palalido di Milano                     |
| Boomerang Verona                    | 1                    | Roberto Santilli                       | PalaOlimpia di Verona                  |
| Caffè Motta Salerno                 | 10                   | Javier Cantor                          | PalaTulimeri di Salerno                |
| Caffè Ninfole Taranto               | 2                    | Vincenzo Di Pinto                      | PalaFiom di Taranto                    |
| Carilo Loreto                       | 3                    | Valter Matassoli                       | PalaSerenelli di Loreto, AN            |
| Com Cavi Multimedia Napoli          | 4                    | Radovan Malevic                        | PalaArgento di Napoli                  |
| Cosmogas Forlì                      | 8                    | Antonio Beccari                        | PalaGalassi di Forlì                   |
| Gallo Prefabbricati Gioia del Colle | 6                    | Boris Kolčin                           | Palasport di Gioia del Colle, BA       |
| Icom Latina                         | 2                    | Alberto Di Mattia                      | PalaBiachini di Latina                 |
| Itas BTB Mezzolombardo              | 2                    | Gabriele Cottarelli                    | Centro Sportivo Trento Nord di Trento  |
| Mail Express Cariparma Parma        | 3                    | Luigi Zilioli, poi Francesco Dall'Olio | PalaRaschi di Parma                    |
| Multiservizi Lamezia Terme          | 1                    | Nicola Agricola                        | Palasport di Lamezia Terme, CZ         |
| Playa Catania                       | 5                    | Javier Cantor                          | PalaCatania di Catania                 |
| Samgas Crema                        | 2                    | Giampiero Fasce                        | PalaBertoni di Crema, CR               |
| Si.Tel. Porto Livorno               | 12                   | Antonio Giacobbe                       | PalaMacchia di Livorno                 |
| Videx Grottazzolina                 | 3                    | Pietro Scarduzio                       | PalaGrottazzolina di Grottazzolina, AP |

## Classifica
| Pos. | Squadra                             | Pt | G  | V  | P  | SV | SP |
| ---- | ----------------------------------- | -- | -- | -- | -- | -- | -- |
| 1.   | Cosmogas Forlì                      | 65 | 30 | 21 | 9  | 75 | 39 |
| 2.   | Mail Express Cariparma Parma        | 63 | 30 | 22 | 8  | 77 | 46 |
| 3.   | Asystel Milano                      | 58 | 30 | 19 | 11 | 69 | 46 |
| 4.   | Gallo Prefabbricati Gioia del Colle | 56 | 30 | 17 | 13 | 69 | 50 |
| 5.   | Videx Grottazzolina                 | 55 | 30 | 18 | 12 | 69 | 49 |
| 6.   | Com Cavi Multimedia Napoli          | 49 | 30 | 16 | 14 | 63 | 55 |
| 7.   | Icom Latina                         | 46 | 30 | 17 | 13 | 63 | 57 |
| 8.   | Itas BTB Mezzolombardo              | 42 | 30 | 14 | 16 | 52 | 63 |
| 9.   | Caffè Ninfole Taranto               | 41 | 30 | 15 | 15 | 58 | 66 |
| 10.  | Carilo Loreto                       | 40 | 30 | 13 | 17 | 55 | 63 |
| 11.  | Si.Tel. Porto Livorno               | 39 | 30 | 14 | 16 | 53 | 64 |
| 12.  | Samgas Crema                        | 39 | 30 | 12 | 18 | 54 | 63 |
| 13.  | Multiservizi Lamezia Terme          | 36 | 30 | 12 | 18 | 47 | 64 |
| 14.  | Playa Catania                       | 35 | 30 | 11 | 19 | 47 | 63 |
| 15.  | Boomerang Verona                    | 32 | 30 | 11 | 19 | 46 | 69 |
| 16.  | Caffè Motta Salerno                 | 24 | 30 | 8  | 22 | 34 | 74 |

| Promossa in Serie A1 | Promossa dopo play-off | Retrocesse in Serie B |

## Risultati
|                 | Catania | Crema | Forlì | Gioia del Colle | Grottazzolina | Lamezia Terme | Latina | Livorno | Loreto | Mezzolombardo | Milano | Napoli | Parma | Salerno | Taranto | Verona |
| --------------- | ------- | ----- | ----- | --------------- | ------------- | ------------- | ------ | ------- | ------ | ------------- | ------ | ------ | ----- | ------- | ------- | ------ |
| Catania         | XXX     | 3-2   | 1-3   | 2-3             | 2-3           | 3-0           | 0-3    | 3-0     | 3-0    | 3-0           | 0-3    | 1-3    | 2-3   | 3-0     | 3-0     | 3-1    |
| Crema           | 2-3     | XXX   | 0-3   | 3-0             | 0-3           | 3-0           | 1-3    | 2-3     | 2-3    | 3-0           | 0-3    | 2-3    | 1-3   | 3-0     | 3-2     | 3-0    |
| Forlì           | 3-0     | 3-1   | XXX   | 0-3             | 0-3           | 3-1           | 3-0    | 3-0     | 3-0    | 3-0           | 3-0    | 2-3    | 2-3   | 3-1     | 3-0     | 3-2    |
| Gioia del Colle | 3-2     | 3-0   | 2-3   | XXX             | 3-0           | 3-0           | 2-3    | 3-0     | 3-1    | 2-3           | 3-1    | 2-3    | 3-1   | 3-0     | 3-0     | 3-1    |
| Grottazzolina   | 3-0     | 2-3   | 3-1   | 3-1             | XXX           | 3-0           | 3-1    | 1-3     | 3-1    | 3-2           | 3-2    | 3-0    | 2-3   | 3-0     | 3-1     | 3-0    |
| Lamezia Terme   | 3-1     | 3-2   | 0-3   | 1-3             | 3-2           | XXX           | 0-3    | 3-1     | 1-3    | 3-0           | 3-0    | 3-2    | 1-3   | 3-0     | 3-1     | 2-3    |
| Latina          | 3-0     | 1-3   | 3-2   | 3-2             | 3-2           | 0-3           | XXX    | 1-3     | 3-2    | 3-2           | 3-2    | 1-3    | 2-3   | 3-0     | 2-3     | 1-3    |
| Livorno         | 1-3     | 1-3   | 0-3   | 3-1             | 3-2           | 1-3           | 0-3    | XXX     | 1-3    | 2-3           | 1-3    | 3-1    | 3-2   | 0-3     | 3-1     | 3-0    |
| Loreto          | 3-0     | 0-3   | 2-3   | 3-0             | 0-3           | 3-2           | 1-3    | 2-3     | XXX    | 3-0           | 3-1    | 3-1    | 0-3   | 2-3     | 3-0     | 3-1    |
| Mezzolombardo   | 3-1     | 3-1   | 3-1   | 3-1             | 2-3           | 0-3           | 0-3    | 3-0     | 3-1    | XXX           | 0-3    | 3-2    | 3-2   | 1-3     | 3-0     | 3-1    |
| Milano          | 3-1     | 1-3   | 1-3   | 3-2             | 3-1           | 3-0           | 3-2    | 3-1     | 3-1    | 3-0           | XXX    | 3-0    | 3-0   | 3-0     | 3-1     | 3-1    |
| Napoli          | 3-0     | 3-0   | 1-3   | 1-3             | 3-1           | 3-0           | 0-3    | 1-3     | 3-1    | 1-3           | 3-0    | XXX    | 3-1   | 3-0     | 3-1     | 3-0    |
| Parma           | 3-0     | 3-1   | 3-2   | 3-1             | 3-0           | 3-1           | 3-0    | 1-3     | 3-1    | 3-0           | 2-3    | 3-1    | XXX   | 3-0     | 3-2     | 3-0    |
| Salerno         | 0-3     | 3-0   | 0-3   | 1-3             | 0-3           | 3-0           | 2-3    | 1-3     | 3-1    | 0-3           | 0-3    | 1-3    | 2-3   | XXX     | 3-2     | 3-2    |
| Taranto         | 3-1     | 3-1   | 3-2   | 3-2             | 3-1           | 3-0           | 3-0    | 3-2     | 2-3    | 3-2           | 3-2    | 3-2    | 3-2   | 3-2     | XXX     | 3-0    |
| Verona          | 3-0     | 2-3   | 0-3   | 0-3             | 3-1           | 3-2           | 3-1    | 0-3     | 1-3    | 3-1           | 3-2    | 3-2    | 1-3   | 3-0     | 3-0     | XXX    |

## Play-off Promozione
|  | Semifinali | Semifinali | Semifinali | Semifinali | Semifinali |  |  | Finale | Finale    | Finale    | Finale | Finale |  |
|  |            |            |            |            |            |  |  |        |           |           |        |        |  |
|  |            |            |            |            |            |  |  |        |           |           |        |        |  |
|  | A-1        | Falconara  | Falconara  | Falconara  | Falconara  |  |  | A-1    | Falconara | Falconara | 1      | 0      |  |
|  | 2          | Parma      | Parma      | Parma      | Parma      |  |  | 2      | Parma     | Parma     | 3      | 3      |  |
|  |            |            |            |            |            |  |  |        |           |           |        |        |  |

### Semifinali
|                 | Falconara | Gioia del Colle | Milano | Parma |
| --------------- | --------- | --------------- | ------ | ----- |
| Falconara       | XXX       | 3-1             | 3-0    | 2-3   |
| Gioia del Colle | 1-3       | XXX             | 3-1    | 3-1   |
| Milano          | 3-0       | 3-0             | XXX    | 1-3   |
| Parma           | 1-3       | 3-0             | 3-1    | XXX   |